# STCW
STCW (ang. International Convention on Standards of Training, Certification and Watchkeeping) – międzynarodowa konwencja o wymaganiach w zakresie wyszkolenia marynarzy, wydawania świadectw oraz pełnienia wacht. Została przyjęta w Londynie 7 lipca 1978 i opublikowana w Polsce 6 lat później. Bardzo obszerne zmiany do konwencji STCW 78 zostały wprowadzone w 1995 i odtąd konwencję tę oznacza się jako STCW 78/95. Konwencja STCW 78/95 weszła w życie 1 lutego 1997, a w zakresie szkoleń załóg statków morskich od 1 sierpnia 1998. Oznacza to, że od tego dnia przedsiębiorstwa uprawiające żeglugę międzynarodową są zobowiązane do przestrzegania zapisów Konwencji dotyczących wyszkolenia marynarzy, a organa kontrolne powołane dla tego celu, w tym polskie urzędy morskie, do egzekwowania tych postanowień, pod rygorem przewidzianych na taką okoliczność sankcji.